# Nathanaëls Kerk
Nathanaëls Kerk (Deens: Nathanaels Kirke) is een parochiekerk van de Deense Volkskerk aan de Holmbladsgade in Amager, Kopenhagen.

## Geschiedenis
De parochie van de kerk kwam in 1899 voort uit de Sundbyparochie als gevolg van de snelle bevolkingsgroei in de arbeidersbuurt. Het kerkgebouw was een initiatief van een vereniging voor de bouw van kleine kerken in Kopenhagen, die in 1885 opgericht was door drie jonge vrouwen. Net als de andere kerken van de vereniging werden ze bij de voltooiing overgedragen aan het Københavns Kirkefond.
De eerstesteenlegging voor de nieuwe kerk vond plaats op 14 juni 1897 en de consecratie van de kerk op 19 maart 1899. Het kerkgebouw werd ontworpen door Thorvald Jørgensen, die later meerdere kerken in Kopenhagen ontwierp, zoals ook de huidige Christiansborg uit 1915.

## Architectuur
De noordelijk georiënteerde kerk werd in neoromaanse stijl van rode baksteen op een granieten sokkel gebouwd. De hoofdingang bevindt zich op het zuiden en het timpaan wordt sinds 1986 gesierd met een glasmozaïek van William Fridericia. Het stelt Nathanaëls ontmoeting met Jezus voor, zoals die wordt beschreven in Johannes 1:44-52.
Aan beide zijden van het kerkgebouw zijn negen lange rondboogvensters in groepen van drie aangebracht, waarvan het middelste venster steeds iets hoger is dan de beide aanliggende vensters. De klokkentoren staat op de zuidwestelijke hoek van het gebouw. De rondbogige galmgaten voor de klokken zijn eveneens als drielichten vormgegeven, maar hier zijn de vensters van gelijke hoogte.
Het altaarschilderij, dat een groot deel van de noordelijke koormuur bedekt en de verrezen Christus voorstelt, werd uitgevoerd door Franz Schwarz in 1900. Het doopvont werd gemaakt door de beeldhouwer Anders Bundgaard.

## Orgel
De kerk kreeg in 2007 een nieuw orgel met 20 registers. Het betreft het laatste echte orgel van de orgelbouwer Jensen & Thomsen. In de jaren 2008-2012 werd het orgel uitgebreid tot 24 registers.